# 熔岩巧克力蛋糕
熔岩巧克力蛋糕（法語：mi-cuit au chocolat），或稱岩漿巧克力蛋糕（法語：gâteau au cœur coulant），香港別名心太軟，是一道法式甜點，即外皮硬脆、內夾醇美熱巧克力漿的小型巧克力蛋糕，通常旁附一球香草冰淇淋。熔岩巧克力蛋糕自1990年代起興起於紐約市各家餐館，迄今已發展出許多口味變化，例如加入水果、威士忌等酒精飲料。